# Sonique (аудиоплеер)
Sonique — аудиоплеер для Windows. Распространялся как бесплатное программное обеспечение. Sonique поддерживал форматы MP3, Ogg Vorbis, Windows Media Audio (WMA) и Audio CD. Разработка Sonique продолжалась до 2002 года. Он был одним из самых популярных аудиоплееров для настольных компьютеров, уступая только Winamp. Среди основных особенностей Sonique: поддержка необычных обликов, движок декодирования MP3 audioEnlightenment от Тони Миллиона, инновационные аудиовизуализации и 20-полосный графический эквалайзер.

## История
Sonique берёт начало от менее известного MP3-плеера Vibe, созданного Эндрю Макканном (англ. Andrew McCann), Иэном Лайманом (англ. Ian Lyman) и Полом Пивихаусом (англ. Paul Peavyhouse) во время учёбы в Университете штата Монтана. Трио называло себя Night55, что отсылало к знакам ограничения скорости, используемым в Монтане. В 1997 году Night55 продала права на Vibe компании SGS Thompson для демонстрации возможностей DVD на выставке COMDEX '98. После продажи прав на Vibe Эндрю Макканн и Иэн Лайман начали работу над Sonique, более универсальным MP3-плеером.
Sonique был представлен в январе 1998 года на первом ежегодном мероприятии MP3 Summit, вызвав огромный ажиотаж, и в тот же день разработчики получили несколько предложений о приобретении. Вскоре после MP3 Summit Лайман и Макканн вернулись в свой родной город Бозмен (штат Монтана) и основали компанию Mediascience, Inc. Они арендовали офисное помещение в бывшей кофейне и наняли дополнительный персонал для поддержки своей растущей базы пользователей. Среди первых нанятых сотрудников были Аль-Риаз Адатия (англ. Al-Riaz Adatia), Николас Винен (англ. Nicholas Vinen), Пол Ллове (англ. Pol Llovet) и Тони Миллион (англ. Tony Million). После переговоров с компаниями Yahoo! и Lycos в 1999 году Mediascience была продана Lycos за 38,8 млн долларов США. В середине 2001 года компания Terra Networks, SA приобрела компанию Lycos.
Вскоре после приобретения команда Sonique начала работу над Sonique 2, которая должна была стать платформой для прослушивания, организации и покупки цифровой музыки. Однако эта версия так и не стала общедоступной. После краха пузыря доткомов Lycos уволила всю команду Sonique, за исключением Макканна и Лаймана. Недовольные увольнением коллег, Макканн и Лайман вскоре ушли. Их работу взяла на себя небольшая команда из штаб-квартиры Lycos, но так и не завершила её.

## Дизайн
Sonique отличался стилизованным дизайном с анимированным меню, которое можно было настраивать с помощью обликов. Дополнительные функции плеера включали в себя базовый редактор плейлистов, несколько режимов визуализации с помощью плагинов, 20-полосный эквалайзер со сплайновой регулировкой уровня и набор элементов управления, включающий регулировку высоты тона, баланса и усиления. Поддерживались форматы MP3, MP2, Ogg Vorbis, WAV, MOD, XM, IT, S3M, Audio CD и Windows Media Audio. Сторонние плагины позволяли добавлять другие аудиоформаты и эффекты визуализации музыки. Sonique также мог воспроизводить потоковое аудио.
В комплект Sonique входил тестовый MP3-файл с фрагментом песни группы Mamasutra под названием «Sonique Theme». В поле комментария в метаданных файла было указано: «It so good, so good, so good», что передавало часть текста песни.